# Diocèse de Visby
Le diocèse de Visby est l'un des diocèses de l'Église luthérienne de Suède. Son siège épiscopal se situe à la cathédrale de Visby.
Son territoire s'étend sur le comté de Gotland, situé sur l’île du même nom.